# Límni (ort)
Límni (Limni) är en ort i Grekland.   Den ligger i prefekturen Nomós Kerkýras och regionen Joniska öarna, i den västra delen av landet, 400 km nordväst om huvudstaden Aten. Límni ligger 1 meter över havet och antalet invånare är 725. Den ligger på ön Korfu.
Terrängen runt Límni är kuperad åt nordväst, men åt sydost är den platt. Havet är nära Límni österut. Närmaste större samhälle är Korfu, 7,8 km sydost om Límni. 